# Globuline leganti gli ormoni sessuali

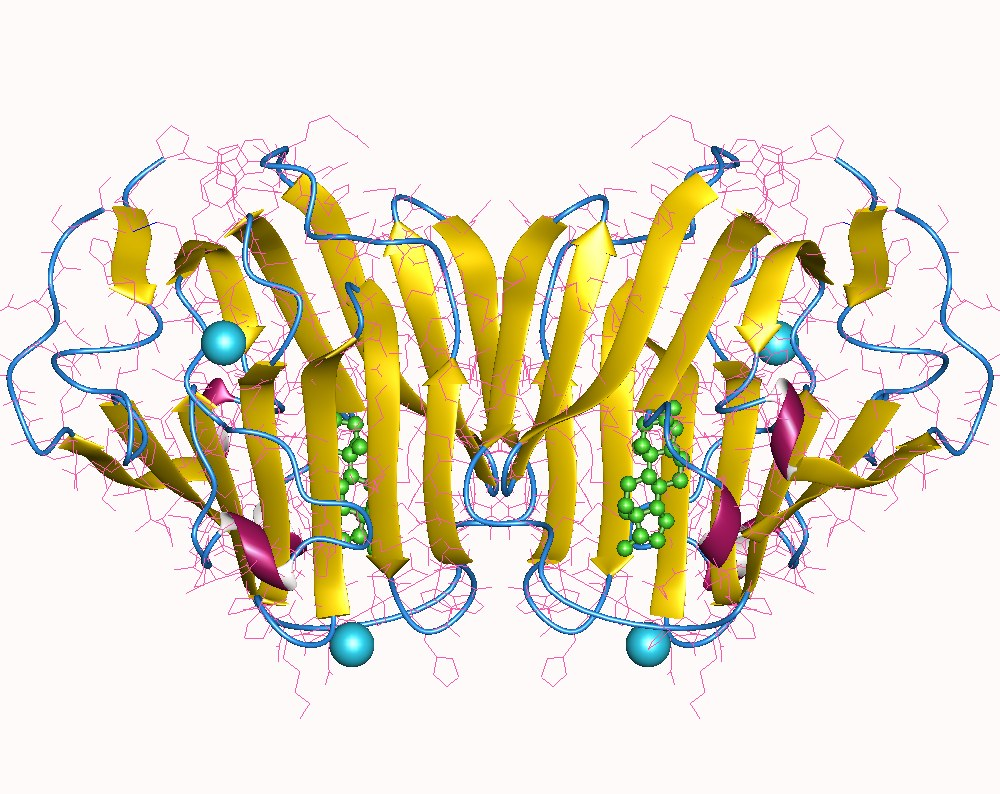
Dimero di SHBG umano

Le globuline leganti gli ormoni sessuali (in inglese sex hormone-binding globulin o SHBG) dette anche globuline leganti gli steroidi sessuali (in inglese sex steroid-binding globulin o SSBG) sono delle glicoproteine che legano gli ormoni sessuali, e per essere precisi, il testosterone e l'estradiolo. Altri ormoni steroidei come il progesterone, il cortisolo, e altri ormoni corticosteroidi sono legati dalla transcortina.

## Il trasporto degli ormoni sessuali
Il testosterone e l'estradiolo circolano nel sangue, legati prevalentemente alle SHBG ed in misura minore legati alla albumina.  Sono biologicamente attivi ed in grado di entrare in una cellula biologica ed attivare i suoi recettori, soltanto la quota di testosterone trasportata dall'albumina (si tratta di un legame debole) e la piccola frazione non-legata, o "libera", pari al 2-3% del testosterone totale. La SHBG inibisce la funzione di questi ormoni, perciò la biodisponibilità degli ormoni sessuali è influenzata dalle concentrazioni di SHBG. La SHBG ha una maggiore affinità per il diidrotestosterone rispetto al testosterone o l'estradiolo, il che la rende indispensabile nelle donne per la regolazione della biodisponibilità di diidrotestosterone.

## La produzione di SHBG
Le SHBG sono prodotte principalmente dal fegato e vengono successivamente immesse nel flusso sanguigno. Le SHBG sono inoltre prodotte da altri organi tra cui il cervello, l'utero, i testicoli, e la placenta. Le SHGB prodotte dai testicoli vengono anche chiamate proteine leganti gli androgeni. Il gene per la SHBG si trova sul cromosoma 17.

## Controllo
La concentrazione di SHBG sembra essere controllata da un delicato equilibrio di fattori di stimolazione e di inibizione.  Il suo livello è diminuito da alti livelli di insulina e di fattore di crescita insulino-simile (in inglese insulin-like growth factor 1, IGF-1). Inoltre elevate concentrazioni di androgeni e di transcortina diminuiscono i livelli di SHBG, mentre elevate concentrazioni di ormone della crescita, estrogeni e tiroxina ne incrementano i livelli.
Recenti evidenze suggeriscono che è la produzione di grasso ad opera del fegato che riduce i livelli di SHBG, e ad oggi non è stato riscontrato alcun effetto diretto dell'insulina né di specifici meccanismi genetici.

## Valori ematici
Gli intervalli di riferimento per il dosaggio nelle analisi del sangue dell'SHBG si ritiene siano:
| Paziente                      | Range           |
| ----------------------------- | --------------- |
| Adulto femmina, premenopausa  | 40 - 120 nmol/L |
| Adulto femmina, postmenopausa | 28 - 112 nmol/L |
| Adulto maschio                | 20 - 60 nmol/L  |
| Età 1 - 23 mesi               | 60 - 252 nmol/L |
| Prepubertà (24 mm - 8 aa)     | 72 - 220 nmol/L |
| Pubertà femmina               | 36 - 125 nmol/L |
| Pubertà maschio               | 16 - 100 nmol/L |

## Condizioni con livelli bassi od elevati
Condizioni caratterizzate da SHBG basso includono la sindrome dell'ovaio policistico, il diabete e l'ipotiroidismo. Condizioni caratterizzate da SHBG alto includono la gravidanza, l'ipertiroidismo e l'anoressia nervosa.

## Misurazione degli ormoni sessuali
Nel determinare i livelli circolanti di estradiolo e di testosterone, può essere effettuata una misura che include sia la frazione "libera" che quella legata; in alternativa può essere misurata solo la frazione "libera". 
L'indice degli androgeni liberi esprime il rapporto tra la concentrazione di testosterone e la concentrazione della globulina legante gli ormoni sessuali e può essere utilizzato per riassumere l'attività del testosterone libero.
Il testosterone totale è probabilmente la misura più accurata dei livelli di testosterone e deve essere sempre misurato alle ore 8 del mattino. La globulina legante gli ormoni sessuali può invece essere misurata separatamente dalla frazione di testosterone totale.